# Zore
Zore je priimek več znanih Slovencev:
- Albert Zore (*1950), strojnik
- Alja Zore, avtorska glasbenica
- Anamarija Zore (*1965), mikrobiologinja, sod. MF &ZF UL
- Anita Zore, (nar.-)zabavna pevka, altistka
- Anton Zore (1871–1940), župnik, gospodarski delavec
- Bojan Zore, pevec, kitarist
- Duša Hlade Zore, varuhinja pacientovih pravic
- Dušan Zore, glasbenik klaviaturist, oblikovalec zvoka, aranžer
- Fran Zore, pesnik v emigraciji (Argentina)
- Franci Zore (*1961), filozof, strokovnjak za antično filozofijo, profesor
- Gregor Zore (1946–2022), diplomat, strok. za ZDA...
- Gregor Zore (*1978), nogometaš
- Ivan (Janez) Nepomuk Zore (1893–1987), jezuit, teolog, filozof
- Janez Evangelist Zore (1875–1944), duhovnik, cerkveni zgodovinar
- Luka Zore, dubrovniški pisatelj in zgodovinar
- Magda Zore, muzealka
- Manja Zore, fotografinja
- Marta Zore (*1964), pevka in skladateljica zabavne glasbe, zborovodkinja, saksofonistka
- Miha(el) Zore, kitarist in pevec
- Petra Zore, pop-pevka
- Rudolf Zore (? –1944), šolnik
- Slavko Zore (1919–1977), pravnik in diplomat
- Stanislav Zore (*1958), ljubljanski nadškof, frančiškan, pesnik in prevajalec
- Tomaž Zore, tehnični inovator
- Vika Zore, pevka
- Zdravko Zore, smučarski učitelj